# خیابان واکین
خیابان واکین (به انگلیسی: Streetwalkin') فیلمی محصول سال ۱۹۸۵ و به کارگردانی جوآن فریمن است. در این فیلم بازیگرانی همچون ملیسا لیو، دیل میدکیف، جولی نیومر، لیون رابینسون، آنتونیو فارگاس، راندال باتینکف، آنی گلدن، کندی الکساندر، گرگ گرمن، سامانتا فاکس، کونراد رابرتس، تام رایت و کیم چان ایفای نقش کرده‌اند.